# Francesco Rossetti
Francesco Rossetti (Trento, 12 settembre 1833 – Padova, 20 aprile 1884) è stato un fisico italiano.

## Biografia

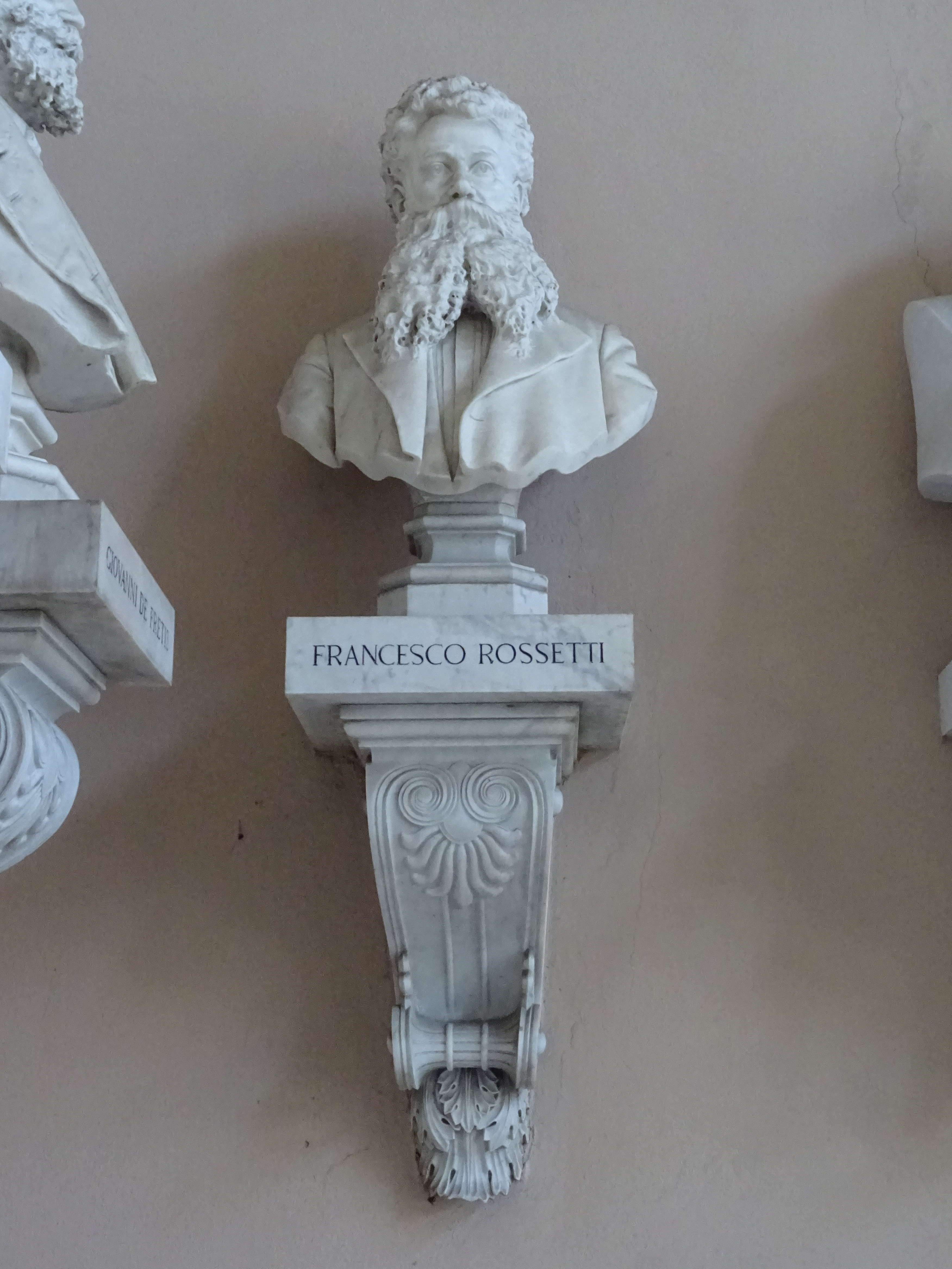
Busto di Francesco Rossetti nel famedio del cimitero monumentale di Trento

Figlio di Giovanni Battista, bidello delle scuole comunali della città, e di Caterina Pegoretti, svolse i suoi primi studi nella sua città natale Trento, fino alla licenza liceale, durante i quali impartì pure lezioni come ripetitore, per aiutare economicamente la famiglia.
Si trasferì quindi a Padova, come istitutore presso la famiglia del marchese Giovanni Selvatico Estense, frequentando al contempo la Facoltà di Scienze dell'Università di Padova, seguendo il corso di studi in matematica. Dal 1854 al 1857, soggiornò presso l'Università di Vienna, dove seguì corsi di matematica, chimica e fisica, laureandosi poi in fisica e matematica a Padova nel 1855. A Vienna conobbe Josef Stefan (futuro relatore di Ludwig Boltzmann) ed Ernst Mach. 
Nel 1857, ottenuta l'abilitazione all'insegnamento a Vienna, divenne professore al Liceo Santa Caterina di Venezia, e nel 1860 conseguì pure la laurea in ingegneria civile sempre presso l'ateneo patavino, dove iniziò pure l'assistentato in fisica sperimentale. Nel frattempo, ottenuto dal governo austriaco il permesso di allontanarsi per un anno, tra il 1864 e il 1866, visitò diversi istituti di fisica e chimica europei, in Germania, Austria, Francia e Inghilterra. Ritornato a Padova, nel 1866 divenne professore straordinario e nel 1880 professore ordinario di fisica sperimentale all'Università di Padova. Qui, fu anche preside della Facoltà di Scienze dal 1876 al 1884. 
Fu socio dell'Accademia Nazionale delle Scienze dal 1879, dell'Accademia Nazionale dei Lincei dal 1882 e di altre importanti accademie e società scientifiche italiane e internazionali.
Ottimo sperimentatore, la sua attività scientifica e di ricerca riguardò soprattutto l'elettrologia, l'elettrochimica, la termologia, l'ottica, la chimica fisica. 
Nel 1862, fu relatore di tesi di Andrea Naccari.
Morì prematuramente a Padova, il 20 aprile 1884, a causa delle complicanze della tubercolosi di cui soffriva da tempo.

## Alcune pubblicazioni
- Sull'uso delle coppie termoelettriche nella misura delle temperature, 1867.
- Sul maximum di densita e sulla dilatazione dell'acqua distillata, dell'acqua dell'Adriatico e di alcune soluzioni saline, 1868.
- Sul magnetismo, 1871.
- Uso della macchina di Holtz in alcune ricerche elettrometriche sui condensatori elettrici, 1872.
- Sul potere specifico induttivo dei coibenti, 1873.
- Nuovi studii sulle correnti delle macchine elettriche, 1874.
- Sulla quantità di lavoro che viene utilizzato nell'elettromotore di Holtz, 1874.
- Indagini sperimentali sulla temperatura del sole, 1878.
- Sul potere assorbente, sul potere emissivo termico delle fiamme e sulla temperatura dell'arco voltaico, 1878.